# Heterotricha takkae
Heterotricha takkae is een muggensoort uit de familie van de Diadocidiidae. De wetenschappelijke naam van de soort is voor het eerst geldig gepubliceerd in 2002 door Chandler.